# Zoltán Tóth
Zoltan Toth (oryg. węg. pisownia Tóth Zoltán), pseud. Tozó (ur. 23 lipca 1977) − profesjonalny węgierski kulturysta, instruktor fitness i trener.

## Warunki fizyczne
- wzrost: 175 cm[1]
- waga (w sezonie): 104 kg[1]
- obwód bicepsa: 48 cm[1]
- obwód klatki piersiowe: 122 cm[1]

## Osiągnięcia sportowe
| Rok  | Konkurencja                                     | Wysokość / Waga klasyfikacja | Miejsce |
| ---- | ----------------------------------------------- | ---------------------------- | ------- |
| 2000 | European Amateur Championships − federacja IFBB | półśrednia                   | 6.      |
| 2003 | World Championships − fed. WABBA                | średnia                      | 4.      |
| 2009 | Mr Universe − fed. NABBA                        | średnia                      | 1.      |
| 2009 | World Championships − fed. WBPF                 | lekkociężka                  | 1.      |